# Peyrusse-Grande
 Peyrusse-Grande  là một xã thuộc tỉnh Gers trong vùng Occitanie tây nam nước Pháp. Xã này có độ cao trung bình 245 mét trên mực nước biển.
Sông Auzoue tạo thành một phần ranh giới phía đông.
Sông Douze tạo thành phần lớn ranh giới phía tây thị trấn.